# Lajos György (főjegyző)
Lajos György (Nagybánya, 1822. május 31. – Nagybánya, 1893. december 12.) városi főjegyző.

## Élete
A gimnáziumot Debrecenben, a jogot Máramarosszigeten végezte, és 1847. szeptember 14-én ügyvédi oklevelet nyert Pesten. Az osztrák polgári és büntetőtörvényből 1855. május 14-én tette le a vizsgálatot. 1845. augusztus 16-án Nagybánya városához tiszteletbeli írnoknak nevezték ki, 1848. január 1-jén ugyanott tiszti főügyésszé lépett elő. 1861. január 30-án főkapitánnyá választották. 1867. május 7-én ismét tiszti főügyész és helyettes főjegyző lett. A rendes főjegyzői hivatalt 1877. január 11-én foglalta el, és ez állásában 1888-ig megmaradt, amikor november 7-én a közgyűlés ideiglenesen helyettes polgármesterül alkalmazta. 1881. május 1-jén nyugalomba vonult. A nagybányai református egyháznak 1872 januárjától 1873. január 22-ig főgondnoka (világi elnöke) volt.
A Nagybánya és Vidékének volt felelős szerkesztője 1877. január 23-tól december végéig.